# Poeciliopsis occidentalis
El guatopote (Poeciliopsis occidentalis) es una especie de pez de la familia de los pecílidos en el orden de los ciprinodontiformes.

## Morfología
Los machos pueden alcanzar los 6 cm de longitud total.

## Distribución geográfica
Se encuentran en Norteamérica: oeste de México (Sonora) y Estados Unidos (Arizona y Nuevo México).